# Longicyatholaimus continus
Longicyatholaimus continus is een rondwormensoort uit de familie van de Cyatholaimidae.